# Anastasio I (papa)
Anastasio I fue el 39.º papa de la Iglesia católica entre 399 y 401.
Pontífice consagrado como tal aproximadamente a sus 70 años de edad, famoso por su vida en la austeridad y pobreza. Reconocido amigo de san Agustín y san Jerónimo. Condenó a Orígenes por algunas de las exageraciones hechas en sus comentarios bíblicos. También escribió varias cartas a las iglesias de África en contra del cisma donatista. 
Anastasio murió el 19 de diciembre de 401 y le sucedió en el papado Inocencio I. Su muerte se conmemoraba el 27 de abril hasta 1922, cuando fue trasladada a su fecha correcta.